# Прохоров Микола Іванович
Микола Іванович Прохоров (1907, Російська імперія — ?) — білоруський радянський діяч, секретар ЦК КП(б) Білорусії із водного транспорту, 1-й секретар Вітебського обласного комітету КП(б) Білорусії. Депутат Верховної ради Білоруської РСР.

## Життєпис
Член ВКП(б).
Перебував на партійній роботі.
На 1938—1939 роки — завідувач відділу керівних партійних органів ЦК КП(б) Білорусії.
26 березня 1941 — 26 серпня 1943 року — секретар ЦК КП(б) Білорусії із водного транспорту.
З 4 листопада 1942 року — начальник Спеціальної школи Білоруського Штабу партизанського руху.
У 1944 — після 1948 року — завідувач військового відділу ЦК КП(б) Білорусії.
У липні 1950 — січні 1954 року — 1-й секретар Вітебського обласного комітету КП(б) Білорусії.
Подальша доля невідома.

## Нагороди
- орден Вітчизняної війни І ст. (15.08.1944)
- три ордени Трудового Червоного Прапора (28.02.1939, 1943, 30.12.1948)
- орден Червоної Зірки
- медаль